# Japan Academy Prize (film)
De Japan Academy Prize (日本アカデミー賞, Nippon Akademī-shō), vaak ook  de Japan Academy Awards of de Japanese Academy Awards genoemd, is de belangrijkste filmprijs in Japan. De op 6 april 1978 ingestelde onderscheiding wordt uitgereikt in 23 categorieën. 
De prijzen worden uitgereikt door de Japan Academy Prize Association (日本アカデミー賞協会, Nippon akademī-shō kyōkai) voor uitmuntendheid in Japanse films. In tegenstelling tot vele andere prijsuitreikingen vindt de uitreiking niet plaats op een vast tijdstip; het staat alleen vast dat het gehouden wordt in de periode van februari tot april. 
De prijs zelf is 27 cm × 11 cm × 11 cm.

## Categorieën
| Categorie                       | Originele naam                                        | Toegekend  |
| ------------------------------- | ----------------------------------------------------- | ---------- |
| Beste film                      | 最優秀作品賞 sai yūshū sakuhin shō                    | sinds 1978 |
| Beste animatie                  | 最優アニメーション作品賞 sai yū animēshon sakuhin shō | sinds 2007 |
| Regisseur van het jaar          | 最優秀監督賞 sai yūshū kantoku shō                    | sinds 1978 |
| Scenario van het jaar           | 最優秀脚本賞 sai yūshū kyakuhon shō                   | sinds 1978 |
| Beste acteur in een hoofdrol    | 最優秀主演男優賞 sai yūshū shuen dan'yū shō           | sinds 1978 |
| Beste actrice in een hoofdrol   | 最優秀主演女優賞 sai yūshū shuen joyū shō             | sinds 1978 |
| Beste acteur in een bijrol      | 最優秀助演男優賞 sai yūshū joen dan'yū shō            | sinds 1978 |
| Beste actrice in een bijrol     | 最優秀助演女優賞 sai yūshū joen joyū shō              | sinds 1978 |
| Amateur van het jaar            | 新人俳優賞 shinjin hayū shō                           | sinds 1982 |
| Beste muziek                    | 最優秀音楽賞 sai yūshū ongaku shō                     | sinds 1978 |
| Beste cinematografie            | 最優秀撮影賞 sai yūshū satsuei shō                    | sinds 1980 |
| Beste verlichting               | 最優秀照明賞 sai yūshū shōmei shō                     | sinds 1980 |
| Beste art direction             | 最優秀美術賞 sai yūshū bijutsu shō                    | sinds 1980 |
| Beste sound recording           | 最優秀録音賞 sai yūshū rokuon shō                     | sinds 1980 |
| Beste filmmontage               | 最優秀編集賞 sai yūshū henshū shō                     | sinds 1988 |
| Beste techniek                  | 最優秀技術賞 sai yūshū gijutsu shō                    | 1978–1979  |
| Beste niet-Japanse film         | 最優秀外国作品賞 sai yūshū gaikoku sakuhin shō        | sinds 1978 |
| Ereprijs van de Academie        | 協会栄誉賞 kyōkei eijo shō                            | 2006       |
| Special Award van de Voorzitter | 会長特別賞 kaichō tokubetsu shō                       |            |
| Special Award van de Academie   | 協会特別賞 kyōkei tokubetsu shō                       | sinds 1991 |
| Shigeru Okada Award             | 岡田茂賞 okada shigeru shō                            |            |
| Populairste film                | 話題賞・作品部門 wadai shō – wakusha bumon            | sinds 1980 |
| Populairste acteur              | 話題賞・役者部門 wadai shō – sakuhin bumon            | sinds 1980 |

## Prijzen
| Categorie                        | Prijzen             | Toegekend aan |
| -------------------------------- | ------------------- | --- |
| Hoofdprijs                       | Prijs-certificaat   | De vijftien hoofdcategorieën |
| Hoofdprijs                       | Bronzen Hoofdprijs  | De vijftien hoofdcategorieën |
| Hoofdprijs                       | ¥300.000 (€3000)    | Met uitzondering van de drie film categorieën, de winnaars van de overige twaalf hoofdcategorieën.                                                  |
| Prijzen                          | Prijs-certificaat   | De vijftien hoofdcategorieën |
| Prijzen                          | Bronzen Prijs       | De vijftien hoofdcategorieën |
| Prijzen                          | ¥200.000 (€2000)    | Met uitzondering van de drie film categorieën, de genomineerden in de overige twaalf hoofdcategorieën die niet de hoofdprijs wisten te bemachtigen. |
| Beste Amateur                    | Prijs-certificaat   | Winnaar van de Amateur Prijs. |
| Beste Amateur                    | ¥100.000 (€1000)    | Winnaar van de Amateur Prijs. |
| Populairste Film                 | Prijs-certificaat   | Productiebedrijf die de film maakte. |
| Populairste Acteur               | Prijs-certificaat   | Winnaar van de prijs voor de Populairste Acteur |
| Speciale Prijs van de Academie   | Prijs-certificaat   | Winnaars van de Speciale Prijs van de Academie. |
| Speciale Prijs van de Academie   | Bronzen beeldje     | Winnaars van de Speciale Prijs van de Academie. |
| Speciale Prijs van de Academie   | ¥100.000 (€1000)    | Winnaars van de Speciale Prijs van de Academie. |
| Eerprijs van de Academie         | Prijs-certificaat   | Ontvangers van de Eerprijs. |
| Speciale Prijs van de Voorzitter | Prijs-certificaat   | Winnaars van de Speciale Prijs die uitgereikt wordt door de Voorzitter.                                                                             |
| Onderscheiding van de Voorzitter | Prijs-certificaat   | Winnaar Onderscheiding van de Voorzitter. |
| Shigeru Okada Prize              | Prijs-certificaat   | Shigeru Okada Prijswinnaar. |
| Shigeru Okada Prize              | Bronzen beeldje     | Shigeru Okada Prijswinnaar. |
| Shigeru Okada Prize              | 100.000 yen (€1000) | Shigeru Okada Prijswinnaar. |